# ماونت جودیا (آرکانزاس)
ماونت جودیا (به انگلیسی: Mount Judea) یک منطقهٔ مسکونی در ایالات متحده آمریکا است که در شهرستان نیوتون، آرکانزاس واقع شده‌است. ماونت جودیا ۲۸۲٫۸۶ متر بالاتر از سطح دریا واقع شده‌است.